# 无锡西站
无锡西站，原名藕塘站，位于无锡市惠山区钱桥街道（藕塘）庙塘桥村，与前洲站相距9公里。该站为新长铁路苏南段第一大站，无锡市政府在该站北侧建设有无锡西站物流园区，也是打造无锡物流业水铁公联运的模范园区。

## 概要
车站作为新长铁路江南段（无锡西至长兴）的一部分于1998年12月开工，2000年6月开始铺架，2000年12月铺通。2002年12月车站上行至江阴区间铺通，2003年5月开始临管运营。
车站货场建于2003年，面积200亩左右，预计运量为近期120万吨、远期200万吨。
朱巷线路所位于无锡西站上行方向，该线路所迁出联络线以连接京沪铁路，于2003年8月28日开通。联络线全长约3800m，转弯半径450m，限速30km/h。该线仅能满足上海至宜兴、宜兴至上海方向顺向行车，其余方式均需至无锡西站或无锡北站换向。车站于2003年9月7日正式开通:436。
2007年无锡西站物流园区开工。园区内设有3条850米长的货物线，整车和集装箱可直达库区。
车站原由新长车务段管辖，2019年7月12日改由无锡直属站管辖。

## 接驳交通

### 地铁
规划中的无锡地铁3号线将在该站附近设站，定名为无锡西站，该线可通达惠山站、无锡站、无锡新区站以及硕放机场等无锡市众多交通枢纽。